# Wictor Forss
Wictor Forss, född 27 mars 1939, är en svensk finansman och storbåtsseglare med uppmärksammade framgångar i affärslivet på 1970- och 1980-talet, då han grundade bland annat oljebolaget Forcenergy. I början av 1990-talet hörde han till kretsen Sveriges mest förmögna personer. Bosatt omväxlande i Stockholmstrakten, London och för närvarande Balearerna, Spanien.

## Tidiga år och familj
Forss gick i Beskowska skolan i Stockholm, där han bland annat tidigt utmärkte sig som skytt och tog rekrytklassens silverplats i skolmästerskapen 1954.
Han träffade sin hustru Åsa i början på 1960-talet, när de levde studentliv i Uppsala. Barn i första äktenskapet med framlidna Åsa Wigart är företagaren Eric Forss och dottern Lina Forss, författare.
Forss fick överge konstnärliga ambitioner som fotograf, när hans far plötsligt avled och han fick överta familjeföretaget vid 25 års ålder.

## Karriär i näringslivet
På 1990-talet ledde Wictor och Eric Forss sitt Forcenergy, som producerade olja i USA. Asienkrisen och det därmed kraftigt fallande oljepriset gjorde dock att det snabbt gick utför. Kreditgivarna tog över tillgångarna, familjens holdingbolag Forsinvest AB försattes i konkurs och Wictor Forss stämdes av bland andra Föreningssparbanken.
Detta har dock klarats ut och Familjen Forss' förflutna i oljesektorn har återupptagits. Forsinvest har inte gått under. Wictor Forss sitter i styrelsen och Eric Forss är vd. Man har engagerat sig i Vostok Oil, numera West Siberian Resources, som letar efter olja i Ryssland och Eric Forss har valts in i dess styrelse.
Bland bolagen finns även det egna Förvaltningsaktiebolaget Forsen. Forss sitter numera även i styrelsen för ett nytt svenskt oljebolag Petro African Resources AB.

## Andra sysslor
Förutom egna framgångar som tävlingsseglare har Forss varit drivande kraft bakom den uppmärksammade 50-fotsklassen, bland annat som president för "International 50 foot Class Association". På senare år har han åter tagit upp sitt intresse för foto.